# صموئيل مارتن تومسون
صموئيل مارتن تومسون (بالإنجليزية: Samuel Martin Thompson)‏ هو فيلسوف أمريكي، ولد في 10 مارس 1902 في Mays, Indiana ‏ في الولايات المتحدة، وتوفي في 20 يونيو 1983 في مونماوث في الولايات المتحدة.